# Sen-Armutsindex
Der Sen-Armutsindex (englisch „Sen poverty index“), kurz Sen-Index, ist ein Ungleichheitsmaß (Messung der relativen Konzentration von Einkommensungleichheit), welcher den Nachnamen des indischen Wirtschaftswissenschaftlers und Wirtschaftsphilosophen Amartya Kumar Sen trägt. Sen hat den nach ihm benannten Armutsindex im Jahr 1976 veröffentlicht.

## Grundlegendes
Der Sen-Index ist ein umfassendes Armutsmaß, das die drei nachstehend genannten Dimensionen allgemeiner Armut in einer einzigen Größe vereint:
1. Armutshäufigkeit (Armutsinzidenz),
2. Intensität des Risikos, arm zu sein,
3. Verteilung der Einkommensungleichheit unter denen, die im Armutsrisiko leben.

## Axiome, deren Erfüllung bei der Entwicklung des Sen-Index angestrebt wurde
Bei der Entwicklung des Sen-Index war angestrebt, dass dieser auf bestimmten Axiomen basieren würde:
- auf dem Monotonie-Axiom:
es besagt, dass ceteris paribus (unter unveränderten Bedingungen) jede Armutsquote (englisch „headcount ratio“) steigen sollte, wenn das Einkommen einer Person sinkt, die unter der Armutsgrenze (englisch „poverty line“) lebt;

- auf dem Transfer-Axiom:
wonach ceteris paribus die Armutsquote steigen muss, wenn es einen Nettoeinkommenstransfer (englisch „net income transfer“) von einer Person gibt, die unterhalb der Armutsgrenze lebt, zugunsten einer Person, die über irgendeiner Schwelle lebt;

- auf dem ordinalen Ranking – Axiom der Gewichtung:
wonach das Einkommenswachstum (englisch „income growth“) einer ärmeren Person stärker gewichtet werden sollte als das einer relativ besser lebenden Person;

- auf dem monotonen Wohlfahrtsaxiom:
welches von einem monotonen Verhältnis zwischen Vermögen (englisch „wealth“) und Einkommen ausgeht, was bedeutet, dass Vermögen und damit Armut nur vom Einkommen beeinflusst wird.

## Ökonometrische Wohlfahrtsbetrachtungen
Es gibt Leute, die sich finanziell ziemlich stark fühlen, so dass für die soziale Bewertung der Wohlfahrt jedes Individuums ebenfalls die Einkommen der Nachbarn ausschlaggebend sind. Wieso soll dann die Gesellschaft einfach einzelne Wohlfahrten addieren? Man kann aber auch nach einer Wohlfahrtsfunktion für alle Individuen fragen. Wenn man dies so macht, sollte man eine umfassende Wohlfahrtsfunktion definieren, wie folgt:
{\displaystyle W=W\left(x_{i},x_{2},\ldots ,x_{N}\right)\,,}
welche lediglich symmetrisch, quasikonkav und bei individuellen Einkommensniveaus monoton steigend ist. Dann kann man ein allgemeineres normatives Ungleichheitsmaß definieren, indem man das Konzept des „verallgemeinerten/generalisierten gleichverteilten Äquivalenzeinkommens“ (generalized equally distributed equivalent income) formuliert. Dies ist offensichtlich das Pro-Kopf-Einkommen {\displaystyle x^{*}}, welches, falls es von allen geteilt wird, würde das gleiche Niveau von {\displaystyle W} hervorrufen, wie es von der aktuellen Realverteilung. Es folgt:
{\displaystyle x^{*}=x\vert W\left(x^{*},x^{*},\ldots ,x^{*}\right)=W\left(x_{1},x_{2},\ldots ,x_{N}\right)\,.}
Unter der Prämisse, dass {\displaystyle W} (erste Gleichung) quasikonkav ist und {\displaystyle x^{*}\leq \mu } für jede Einkommensverteilung gilt. Der Index {\displaystyle S} sei dann:
{\displaystyle S=1-{\frac {x^{*}}{\mu }}\,,}
welcher lediglich eine verallgemeinerte Version von {\displaystyle A} ist. Falls das utilitaristische (Bezugs-)System benutzt wird, dann stellen sich {\displaystyle S} sowie {\displaystyle A} als ununterscheidbar heraus.
Es ist zu vermerken, dass diese Maße offenkundig darauf hindeuten, dass eine (Einkommens-)Neuverteilung entsprechend dem Wachstum existiert, soweit das Unternehmen ökonomische Wohlfahrt erzielt.

## Definition des Sen-Index
Der Sen-Armutsindex {\displaystyle I_{{P}_{S}}} ist, wie folgt, definiert:
{\displaystyle I_{{P}_{S}}=H\cdot {\mathcal {I}}+{\frac {q}{q+1}}\cdot (1-{\mathcal {I}})\cdot G_{P}\,}
Darin sind:
{\displaystyle H=q/n} : die Armutsquote {\displaystyle H} (englisch „headcount ratio“), mit {\displaystyle q} gleich der Anzahl der Armen (= der Anzahl der unter der Armutsgrenze lebenden Personen einer Bevölkerung) und {\displaystyle n} gleich der Gesamtanzahl an Personen einer Bevölkerung;
{\displaystyle {\mathcal {I}}} : das Einkommenslückenverhältnis (englisch „income gap ratio“),
mit:
{\displaystyle {\mathcal {I}}={\frac {g^{\star }}{\varpi }}={\frac {g}{{\varpi }\cdot q}}={\frac {1}{{\varpi }\cdot q}}{\sum \nolimits _{i=1}^{q}g_{i}}={\frac {1}{{\varpi }\cdot q}}{\sum \nolimits _{i=1}^{q}(\varpi -y_{i})}}
mit:
{\displaystyle \varpi } : die Armutsgrenze (in Währungseinheiten)
{\displaystyle g} : die Gesamtsumme der Einkommenslücken sämtlicher q unter der Armutsgrenze lebenden Personen einer Bevölkerung (in Währungseinheiten)
{\displaystyle q} : die Anzahl der unter der Armutsgrenze lebenden Personen einer Bevölkerung
{\displaystyle g^{\star }=g/q} : die durchschnittliche Einkommenslücke pro Kopf der q unter der Armutsgrenze lebenden Personen einer Bevölkerung (in Währungseinheiten)
{\displaystyle g_{i}=\varpi -y_{i}} : die Einkommenslücke der i-ten unter der Armutsgrenze lebenden Person (in Währungseinheiten)
{\displaystyle y_{i}} : das Haushaltseinkommen der i-ten unter der Armutsgrenze lebenden Person (in Währungseinheiten)
sowie:
{\displaystyle G_{P}} : der Gini-Koeffizient der Armut.